# Otello Gaggi
Otello Gaggi (San Giovanni Valdarno, 6 maggio 1896 – Unione Sovietica, 31 maggio 1945) è stato un operaio e antifascista italiano.
Anarchico perseguitato dal fascismo e dallo stalinismo. Recluso in un gulag, la sua vicenda di vita si fa caso internazionale.

## Biografia
Nato in una numerosa famiglia operaia, frequenta le scuole elementari. Rimasto orfano della mamma inizia presto a lavorare come saldatore nella Ferriera di San Giovanni Valdarno. Anarchico, aderisce giovanissimo alla locale Lega Metallurgici e partecipa all'attività antimilitarista ed agli scontri con gli interventisti nel 1914. L'anno seguente, arruolato in fanteria e richiamato in guerra, è condannato a due anni per diserzione dal tribunale militare. Rispedito al fronte subisce ulteriori condanne ad altri dieci anni per il medesimo reato, oltre che per furto con scasso, evasione e rifiuto di obbedienza alle autorità. Espulso dall'esercito nel 1917, amnistiato nel 1919.  
Nel 1921, a seguito della sua partecipazione al moto insurrezionale antifascista dei minatori del Valdarno, è soggetto a mandato di cattura per correità in omicidio, danneggiamenti, minacce e incendio doloso. Condannato in contumacia a trent'anni, Gaggi trova prima riparo nella Repubblica di San Marino con centinaia di altri perseguitati. Insieme a loro, colpito dal provvedimento di estradizione, scappa (6 giugno 1921) e raggiunge, dopo peripezie, un imprecisato porto di mare italiano per essere raccolto da una nave russa.

## Fuga in URSS
La nave degli esuli sbarca a Odessa. In Italia la famiglia, dopo cinque lunghi anni di silenzio, riceve le prime notizie. Apprende così che, già nel 1922, Otello aveva subito un arresto a Baku per motivazioni politiche scontando tre anni nelle prigioni di Celjabinsk. Ma viene anche a conoscenza che ha avuto una figlia da una compagna russa con cui convive. La famigliola, tra il 1926 e il 1928, sposta la sua residenza a Novorossijsk e quindi a Mosca. Qualificato come dissidente nelle stesse carte dell'ambasciata d'Italia in URSS, nella capitale sovietica frequenta il Club internazionale e la comunità degli antifascisti italiani composta da più di un centinaio di persone, comunisti in gran parte, alcuni dei quali impegnati nelle diverse istituzioni del Comintern ed alloggiati all'hotel Lux. Ogni nuovo arrivato è soggetto – come scriverà Dante Corneli – ad  “un odioso controllo da parte della NKVD e dei dirigenti dell'emigrazione italiana”. 
Il Club, frequentato da Gaggi come venditore ambulante di libri, è il punto principale di osservazione di questo controllo ideologico poliziesco. Curatore dei fascicoli personali con informazioni biografiche e precedenti politici, Antonio Roasio, dirigente del PCI coadiuvato dalla futura moglie Dina Ermini (alias Boffa) da San Giovanni Valdarno, addetta all'ufficio quadri del Comintern, anche lei rifugiata (conoscente e lontana parente – cognata di un cugino – di Gaggi).  
Nel 1929, causa le ristrettezze economiche, la famiglia si trova costretta a traslocare in un'abitazione fatiscente dell'ex hotel Marsiglia. 
Gaggi ha commesso la grave imprudenza di tentare un contatto con l'Ambasciata italiana allo scopo di valutare le possibilità di un ritorno. Dall'Italia ha avuto notizie di una possibile revisione processuale sui fatti del 1921. Nel 1930 mette in atto un impossibile piano di fuga dopo aver trovato un nuovo lavoro a Sahalin in estremo oriente. A San Giovanni Valdarno giunge una sua cartolina: “Parto per ignoti lidi”. Intanto le autorità fasciste hanno confermato la segnalazione dell'anarchico toscano nel “Bollettino delle Ricerche”: da arrestare in caso di rimpatrio. 
Così seguita la sua vita grama. Svolge lavori saltuari come interprete e, dal 1932, si impiega all'hotel Metropol' di Mosca.

## Nel Gulag
Nel gennaio del 1933 si riunisce al Club il gruppo dei fuoriusciti di Mosca, Odessa e Kiev (presenti informatori fascisti in incognito che stilano un circostanziato rapporto). 
L'assise sfocia in un violento alterco fra dissidenti allorché qualcuno propone, provocatoriamente, di chiedere in massa la cittadinanza sovietica, argomentando che, come comunisti italiani, si è già nell'animo cittadini dell'URSS. Gaggi afferma, nel corso di una vera e propria rissa, la sua ferma intenzione di ritornare in Italia quanto prima possibile. Nell'occasione Luigi Capanni, comunista rifugiato originario del Valdarno, invia una missiva a Luigi Longo per denunciare il suo conterraneo come agente e spia. La segnalazione viene inoltrata agli organi competenti. Nel 1934 il terrore staliniano si intensifica. Il PCI, come tutti i partiti del Comintern, partecipa alla campagna internazionale per liquidare il “trotzkismo”. Gaggi si trova in una situazione di angoscia e paura. Dall'Italia gli è giunta notizia della morte del babbo, poi è deceduta anche l'amata compagna Marsaide. Rimasto solo con la piccola Lilina inizia la convivenza con un'altra donna russa.  
Il 28 dicembre 1934, in piena notte, si eseguono gli arresti di dieci persone di nazionalità italiana residenti a Mosca fra cui lo stesso Gaggi. Il Club internazionale – “covo di spie” – viene chiuso. La notizia, che ha una eco eccezionale in Europa e in America, crea sgomento negli ambienti antifascisti. Tutti i giornali ne scrivono. Interrogato dalla polizia politica l'anarchico toscano confessa le sue “colpe” e ammette di aver criticato aspramente l'URSS e il suo sistema sociale: un paese dove i lavoratori son maltrattati e dove manca la libertà. Ammette inoltre di aver mantenuto contatti clandestini epistolari con esponenti dell'anarchismo italiano esuli a Parigi. Rigetta comunque la qualifica di “controrivoluzionario”.  È invece condannato per “attività controrivoluzionaria” a tre anni di confino. Mandato a lavorare in miniera è inizialmente detenuto a Jarensk. Nel 1936 si crea una mobilitazione internazionale antifascista affinché Gaggi, Francesco Ghezzi e Herman Sandormirski siano lasciati liberi di arruolarsi nelle milizie CNT per combattere nella guerra di Spagna.
Le autorità sovietiche rispondono con il trasferimento del prigioniero valdarnese a Semipalatinsk in Kazakistan. Da questo ultimo conosciuto luogo di pena indirizza ai compagni il suo commiato: “… la vittoria definitiva sarà nostra, e da questa lontana Asia giunga il mio augurio fraterno al popolo spagnolo di un prossimo raggiungimento di una società di liberi in terra liberata...”. Da quel momento (novembre 1936) si perdono le sue tracce.  A seguito dell'apertura degli archivi sovietici si apprende della sua data di decesso, avvenuto “in stato di detenzione” il 31 maggio 1945. Nel 1944, quindi con Gaggi ancora vivente, Palmiro Togliatti (all'epoca ministro in Italia) rifiuta di intervenire e non risponde ad una lettera in tal senso inviatagli da Victor Serge. Il caso sarà più volte inutilmente riproposto alla pubblica attenzione, da vari comitati, da personalità come Saragat, dalla stampa anarchica e comunista dissidente. Nel 1992 esce una sua prima biografia (autore Giorgio Sacchetti): Otello Gaggi. Vittima del fascismo e dello stalinismo, Pisa, BFS, 1992 (pp. 112) che denuncia l'atteggiamento omertoso degli eredi del vecchio PCI. 
Nel 2017 l'amministrazione comunale di San Giovanni Valdarno gli dedica una strada.